# جين هنرييت لويس
جين هنرييت لويس (بالفرنسية: Jeanne Henriette Louis)‏ هي مؤرخة وأستاذة جامعية فرنسية، ولدت في 1938 في بوردو في فرنسا.